# ویدور
ویدور (به ایتالیایی: Vidor) یک کومونه در ایتالیا است که در استان ترویزو واقع شده‌است.

## خصوصیات
ویدور ۱۳٫۵۲ کیلومترمربع مساحت و ۳٬۷۵۲ نفر جمعیت دارد و ۱۵۲ متر بالاتر از سطح دریا واقع شده‌است.

## خواهرخوانده
شهر Petritoli خواهرخواندهٔ ویدور هست.